# Magnus Johansson
Magnus "Mange" Johansson (* 4. září 1973, Linköping) je bývalý švédský lední hokejista, obránce. Se švédskou reprezentací vyhrál mistrovství světa 2006. Z mistrovství světa 2003 má stříbro, má ze světového šampionátu též tři bronzy (2002, 2009, 2010). Zúčastnil se také MS 2005 (4. místo), MS 2007 (4. místo), MS 2008 (4. místo) a olympijských her ve Vancouveru 2010 (5. místo). Za národní tým odehrál 201 utkání. Nejvyšší švédskou soutěž hrál za kluby Frölunda HC a Linköping HC. S Frölundou se stal v roce 2003 mistrem Švédska. V roce 2010 byl vyhlášen nejlepším hráčem švédské ligy (ocenění Zlatý puk). V roce 2011 se stal nejužitečnějším hráčem soutěže (ocenění Zlatá helma). Jeho 447 kanadských bodů je rekordem švédské ligy mezi obránci. Zahrál si též dvě sezóny v NHL (Chicago Blackhawks, Florida Panthers, 45 utkání), jednu v KHL (Atlant Moskevská oblast, Utkání hvězd 2009) a jednu ve švýcarské nejvyšší soutěži (SC Langnau). Kariéru ukončil v dubnu 2015.